# Ⲉ
Cette page contient des caractères spéciaux ou non latins. S’ils s’affichent mal (▯, ?, etc.), consultez la page d’aide Unicode.
Ne doit pas être confondu avec la lettre grecque Epsilon, les lettres latines Epsilon ou C barré, ou la lettre cyrillique Ié ukrainien.
Ⲉ (minuscule : ⲉ), appelé ei ou eie, est une lettre de l’alphabet copte utilisée dans l’écriture du copte, de l’ancien nubien ou du nobiin.

## Représentations informatiques
L’ei a été représenté avec les mêmes caractères que l’epsilon grec jusqu’à la publication d’Unicode 4.1 en mars 2005, à partir de laquelle il est représenté avec des caractères qui lui sont propres. Il peut donc être représenté à l’aide des caractères (Grec et copte, Copte) suivants, :
| lettres   | représentations | chaînes de caractères | points de code | descriptions                     | note               |
| --------- | --------------- | --------------------- | -------------- | -------------------------------- | ------------------ |
| majuscule | Ε               | Ε                     | U+0395         | lettre majuscule grecque epsilon | avant Unicode 4.1  |
| minuscule | ε               | ε                     | U+03B5         | lettre minuscule grecque epsilon | avant Unicode 4.1  |
| majuscule | Ⲉ               | Ⲉ                     | U+2C88         | lettre majuscule copte eie       | depuis Unicode 4.1 |
| minuscule | ⲉ               | ⲉ                     | U+2C89         | lettre minuscule copte eie       | depuis Unicode 4.1 |